# Sound Height 69
A Sound Height 69 2008 nyarán alakult miskolci metal zenekar. A zenekar angol neve ellenére magyar nyelven játssza saját dalait.
A zenekar több kisebb-nagyobb tehetségkutató versenyeken megfordult már. 2009. szeptember 25-én 2. helyezést ért el a kazincbarcikai Rock Párbajon, 2009. november 13-án első helyezést ért el a Miskolcon megrendezett Borsodi Zenekarok Versenyén, valamint 2009. december 12-én pedig "A zene az kell" tehetségkutató verseny Rock kategóriájában első helyezést ért el.
2010 augusztusában megjelent első nagylemezük, az Elrontott kölykök, szerzői kiadásban. A lemezt egy évvel később követte a zenekar első hivatalos videóklipje, ami a címadó dalhoz készült a debreceni Render Media Film & Photo Production segítségével. A jelenetek Miskolc utcáin készültek. Története letisztult módon és egyedi szemszögből mutatja a valóságot, miközben az események tökéletes párhuzamban futnak magával a zenével.
Sound Height 69 - Elrontott kölykök [Official]
2012 szeptemberében készült el a második hivatalos videóklip a Pera Pictures filmcsapat gondozásában, ami egy szerelmi témát dolgoz fel. Kifejezi azt, hogy a szerelem bárki számára elérhető és mindenki átéli az örömteli perceket és a csalódást is. A jelenetek a miskolci Corner Stage Cafe-ban kerültek felvételre.
Sound Height 69 - Te vagy a tűz [Official]
2013.szept.28-án a zenekar volt dobosa, Simon Viktor életének 26. évében tragikus körülmények között elhunyt. Közös megegyezés alapján a második nagylemez koncepciójában változások léptek fel annak érdekében, hogy az általa korábban feldobolt utolsó dalok megörökítésre kerüljenek.

## Tagok
Jelenlegi tagok
- Drótos Bence: ének, szólógitár (2008-)
- Gulybán Márton: basszusgitár (2009-)
- Kiss Ákos Bence: ritmusgitár (2008-)

Korábbi tagok
- Simon Viktor: dobok (2011-2013)
- Dankó Dániel: dobok (2013)
- Kiss Dávid: dobok (2010-2011)
- Ferenczi Alex: dobok (-2010)

## Diszkográfia
- Elrontott kölykök (2010)

## Külső hivatkozások
- Hivatalos Facebook oldal
- Youtube csatorna
- Honlap